# Véron (Yonne)
Véron é uma comuna francesa na região administrativa de Borgonha-Franco-Condado, no departamento de Yonne. Estende-se por uma área de 15,83 km². Em 2010 a comuna tinha 1 982 habitantes (densidade: 125,2 hab./km²).